# Stapleton Cotton, I visconte Combermere
Stapleton Cotton, I visconte Combermere (Denbighshire, 14 novembre 1773 – Clifton, 21 febbraio 1865), è stato un generale britannico.

## Biografia

### I primi anni
Stapleton Cotton venne educato alla Westminster School, uscendone all'età di soli 16 anni col grado di Secondo Luogotenente e venendo destinato al 23rd Regiment of Foot. Alcuni anni dopo (1793) egli divenne capitano del 6th Dragoon Guards, e prestò servizio con questo reggimento durante la campagna condotta dal principe Federico, duca di York e Albany nelle Fiandre. A 20 anni egli aderì al 25th Light Dragoons (poi 22nd) come Luogotenente Colonnello, Nel 1796 egli si recò in India col suo reggimento prendendo parte alle operazioni di Colonia del Capo (luglio–agosto 1796), e nel 1799 prestò servizio nella guerra contro il sultano Tippoo Sahib, prendendo parte alla Battaglia di Seringapatam (Srirangapatna). Poco dopo questo scontro, dovendo ereditare il titolo di baronetto già del padre, rientrò a casa e venne assegnato al 16th Light Dragoons. Egli fu in Irlanda durante l'insurrezione di Robert Emmet, divenne Colonnello nel 1800 e Maggiore Generale cinque anni dopo.

### La guerra d'indipendenza spagnola
Dal 1806 al 1814 Cotton fu membro del parlamento inglese per Newark. Nel 1808 egli venne inviato in Portogallo per dare inizio alla guerra dove raggiunse in breve tempo la posizione di comandante di cavalleria sottoposto al comando del Duca di Wellington, avendo così modo di dimostrare il proprio coraggio, guadagnandosi grande fama come ufficiale di cavalleria. Cotton ottenne il soprannome di Lion d'Or durante quegli anni a causa del suo coraggio e dell'ostentato splendore nei suoi equipaggiamenti e uniformi. Egli succedette ai titoli paterni nel 1807, ma continuò la sua carriera militare. Si distinse grandemente nella Battaglia di Salamanca (22 luglio 1812) a tal punto da ricevere i ringraziamenti personali di Wellington. Il giorno successivo egli venne accidentalmente ferito. Egli dimostrò grande sangue freddo nella Battaglia di Venta del Pozo del 23 ottobre 1812 dove guidò la retroguardia dell'armata. Nominato Luogotenente Generale e Commendatore dell'Ordine del Bagno ed a conclusione della pace nel 1814 ricevette il titolo nobiliare di Barone Combermere.

### Gli ultimi anni

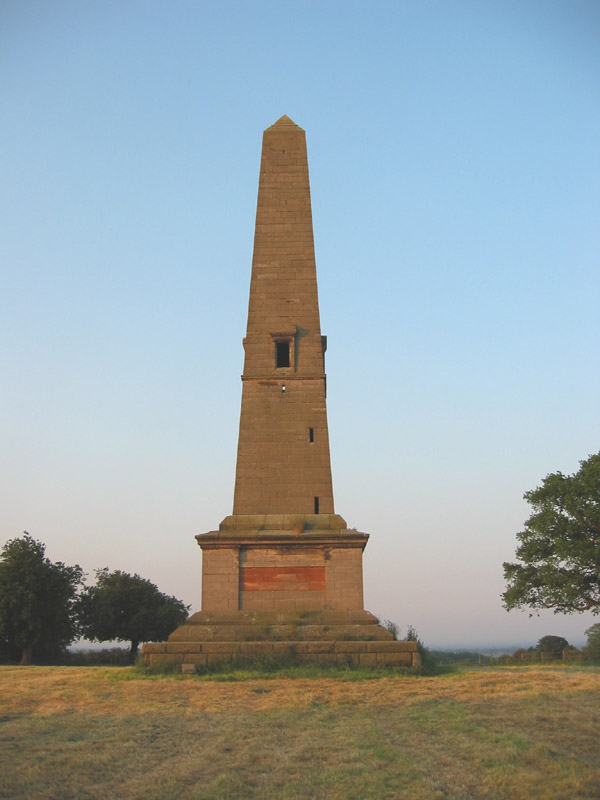
L'obelisco alla memoria del Feldmaresciallo nel Combermere Park

Cotton non presenziò alla Battaglia di Waterloo, venendo sostituito da Lord Uxbridge. Cotton doveva ancora rimettersi dalle ferite di guerra subite e ad ogni modo rimase in Francia sino al ritiro degli alleati dall'occupazione. Nel 1817 venne nominato Governatore delle Barbados and commander of the West Indian forces.
Tra il 1814 ed il 1820, Cotton si dedicò alla sistemazione della propria abitazione di famiglia, Combermere Abbey, includendovi ornamenti di stile gotico e costruendo l'ala Wellington (oggi demolita) per commemorare la visita del duca alla sua casa nel 1820.
Dal 1822 al 1825 Cotton fu Comandante in Capo dell'Irlanda. La sua carriera di servizio attivo si concluse in India nel 1826 ove condusse l'assedio di Baharatpur, un forte che già ventidue anni prima aveva messo a dura prova il genio di Gerard Lake, I visconte Lake. Per i servizi prestati, Cotton venne creato Visconte Combermere. Nel 1834 egli venne accolto come consigliere privato della Regina e nel 1852 succedette a Wellington come Conestabile della Torre di Londra e Lord Luogotenente di Tower Hamlets. Nel 1855 venne nominato Feldmaresciallo e Cavaliere di Gran Croce dell'Ordine del Bagno. Morì a Clifton il 21 febbraio 1865.
Malgrado le benemerenze di Combermere, Wellington lo ricordava come "il dannato pazzo" per le sue azioni imprevedibili e comunque degne di nota per il grande coraggio.
In suo onore, la città di Chester gli dedicò una statua equestre realizzata dallo scultore torinese Carlo Marochetti. Allo stesso modo in sua memoria venne eletto un obelisco a Combermere Park nel 1890, secondo i termini del testamento della vedova. Combermere venne succeduto nei suoi titoli da suo figlio, Wellington Henry (1818–1891), ai discendenti del quale spettano ancora onori e titoli.

## Matrimonio e figli
Il 1º gennaio 1801 egli sposò lady Anna Maria Clinton (m. 31 maggio 1807), figlia di Thomas Pelham-Clinton, III duca di Newcastle-under-Lyne. La coppia ebbe tre figli:
- Robert Henry Stapleton Cotton (18 gennaio 1802 – 1821)
- un figlio morto infante
- un figlio morto infante

Il 18 giugno 1814, egli sposò Caroline Greville (m. 25 gennaio 1837), figlia del capitano William Fulke Greville. La coppia ebbe tre figli:
- Wellington Henry Stapleton-Cotton, II visconte Combermere (1818–1891)
- Lady Caroline Stapleton-Cotton (n. 1815), sposò nel 1837 Arthur Hill, IV marchese di Downshire
- Lady Meliora Emily Anna Maria Cotton, sposò il 18 giugno 1853 John Charles Frederick Hunter

Nel 1838, Cotton sposò infine Mary Woolley (nata Gibbings), dalla quale però non ebbe figli.